# アル・ヘイモン
アル・ヘイモン（Al Haymon、男性、1951年4月21日 - ）は、アメリカのボクシングマネージャー兼アドバイザー。本名はアラン・ヘイモン(Alan Haymon)。オハイオ州クリーブランド出身。多くの有力ボクサーと契約しているが、表舞台に立つことが無い非常に謎の多い人物で、記者会見に出席する事やリングサイドで試合を観戦する事が無く、マスメディアのインタビューを避け、写真撮影すら嫌う。このためGhost（幽霊）と呼ぶものもいる。アメリカ合衆国ボクシングライター・アソシエーションの年間最優秀マネージャー賞であるカス・ダマト賞を5度受賞している。弟のボビー・ヘイモンは元プロボクサー。

## 経歴
ヘイモンはオハイオ州クリーブランドで育ち、ハーバード大学で経済学を専攻した。

### 音楽プロモーター
ヘイモンはまず音楽プロモーターとして活動を始め、在学中に奨学金でヴァイオリニストのジャン＝リュック・ポンティのコンサートを開催した。その後、M.C.ハマー、ホイットニー・ヒューストン、メアリー・J. ブライジなどのミュージシャンをプロモートし成功を収めた。1987年以降には音楽業界以外にも手を広げエディ・マーフィなどと仕事をした。

### ボクシング
2000年ごろにバーノン・フォレストのマネージャーとしてボクシング業界に進出し、2014年に新会社「ヘイモン・ボクシング」を設立(但し実際のプロモーションは他のプロモーターに委託している)。2015年3月からは、地上波テレビの4大ネットワークの一つNBCと契約し、ボクシング中継番組「プレミア・ボクシング・チャンピオンズ（PBC）」を開始した。しかし初回こそ順調な滑り出しだったが、その後は視聴率が下落し続けており、選手への高額なファイトマネーと番組制作費などの経費で赤字になっている事が判明、早くも打ち切り説が挙がったが、PBCシリーズに出場していた選手をショウタイムのチャンピオンシップ・ボクシングに転出させて高額ファイトマネーの削減、2016年6月25日のキース・サーマンVSショーン・ポーターではPBCが試合を提供したものの、ショウタイムが番組制作を担当し、CBSがテレビ中継するジョイント形式の放送で番組制作費の削減に努めて何とか巻き返しを図っている。
2015年4月、アメリカ・ボクシング・コミッション協会がアメリカ司法長官ロレッタ・リンチにアル・ヘイモンの身辺調査をするよう依頼する。
2015年5月、ゴールデンボーイ・プロモーションズのオスカー・デ・ラ・ホーヤとバーナード・ホプキンスが原告となり、アル・ヘイモンと、その関連企業のヘイモン・デベロップメント、ヘイモン・スポーツ、ヘイモン・ボクシング、ヘイモン・ボクシング・マネージメントなど、そしてアル・ヘイモンに4億ドル以上（約500億円以上）を出資している投資会社のワッデル＆リード・ファイナンシャル（本社カンザスシティ）を、反トラスト法（独占禁止法）とモハメド・アリ法に違反しているとして、3億ドル（約380億円）の損害賠償を求めて訴訟を起こした。2017年1月29日、ゴールデンボーイ・プロモーションの訴えを却下する判断を裁判所が下し、アル・ヘイモンが勝訴する形となった。
2015年6月、トップランクがゴールデンボーイ・プロモーションズに続いて、類似した内容で1億ドルの損害賠償を求めて訴訟を起こしたが、同年10月に裁判所がトップランクの訴えを退ける判決を下す。同年11月、訴えを退けられたトップランクが改めて2度目の訴訟を起こすが、2016年5月19日に合意条件は明らかにされなかったがトップランクとヘイモンとの間で和解に落ち着いた。
2018年9月5日、FOXと4年契約をした。詳細の発表はなかったが1年あたりの放映権料は5000万ドル（約56億円）から6000万ドル（約68億円）と報じられた。これまでプレミア・ボクシング・チャンピオンズは全てのテレビ局にお金を払って放送枠を買っていたため、この契約が初めて放映権料を得られる契約となった。
- ヘイモンと関係の深いプロモーターとしてレオン・マグダレス率いるウォリアーズ・ボクシング、マッチメイカーのトム・ブラウン率いるTGBプロモーションズ、元ゴールデンボーイ・プロモーションズのCEOのリチャード・シェイファーとフロイド・メイウェザー・ジュニア率いるメイウェザー・プロモーションズ、レオ・サンタ・クルスが率いるラスト・ラウンド・プロモーションズ、ダニー・ガルシア率いるDSGプロモーションズがあり、その中でも特にブラウン、マグダレス、メイウェザー・ジュニア、シェイファーはヘイモンからの信頼が厚い。

#### マネージャー契約選手
※但しPBC公式サイトでロースター入りが確認出来る選手であり、所属プロモーター毎に表記する。

##### TGBプロモーションズ
- サウル・アルバレス
- エロール・スペンス・ジュニア
- ガーボンタ・デービス
- ジャーモール・チャーロ
- ジャーメル・チャーロ
- カレブ・プラント
- キース・サーマン
- ダニー・ガルシア
- エリスランディ・ララ
- カルロス・アダメス
- マリオ・バリオス
- スティーブン・フルトン
- レイ・バルガス
- ブランドン・フィゲロア
- エリクソン・ルービン
- エイマンタス・スタニオニス
- ゲイリー・アントゥアン・ラッセル
- ブライアン・カルロス・カスターノ
- ヨルデニス・ウガス
- アンディ・ルイス・ジュニア
- マーカス・ブラウン
- ラジャブ・ブタエフ
- クリス・コルバート
- ゲーリー・アントニオ・ラッセル
- セルゲイ・デレフヤンチェンコ
- レオ・サンタ・クルス
- ゲーリー・ラッセル・ジュニア
- テレル・ガーシャ
- アブネル・マレス
- トニー・ハリソン
- ランセス・バルテレミー
- ロバート・ヘレニウス
- ジャーマル・ジェームス
- ジャレット・ハード
- ツグスソグ・ニヤンバヤル
- ルイス・オルティス（2017年3月契約）[19]
- ジャン・パスカル
- セルゲイ・リピネッツ
- アンソニー・ディレル
- アンドレ・ディレル
- ジュリアン・ウィリアムズ
- ファン・カルロス・パヤノ
- クリス・アレオーラ
- ハビエル・フォルトゥナ
- ロバート・ゲレーロ
- オースティン・トラウト
- ルーシー・ウォーレン
- マット・コロボフ
- ビクトル・ポストル
- クラウディオ・マレロ
- アンドレ・ベルト
- デボン・アレクサンダー
- ビクター・オルティス
- ディエゴ・マグダレノ
- アルフレド・アングロ

##### サンプソン・ボクシング
- デビッド・ベナビデス
- ホセ・ベナビデス
- セバスチャン・フンドラ
- エドゥアルド・ラミレス
- ジェイソン・ロサリオ
- アレハンドロ・サンティアゴ

##### ウォリアーズ・ボクシング
- デビッド・モレル
- マチェック・スレッキ
- チャールズ・マーティン
- エマヌエル・ロドリゲス
- カレブ・トルアックス

##### MPプロモーションズ
- マーク・マグサヨ
- ヘルウィン・アンカハス
- イサック・クルス

#### 元マネージャー契約選手
- フロイド・メイウェザー・ジュニア
- マニー・パッキャオ
- レイモン・ブリュースター
- ポール・ウィリアムス
- バーノン・フォレスト
- ワシリー・ジロフ
- オードリー・ハリソン
- アントニオ・ターバー
- マルコス・マイダナ
- ルーカス・マティセー
- 亀田興毅
- 亀田大毅
- 亀田和毅
- ジャーメイン・テイラー
- ポール・マリナッジ
- ダニエル・ジェイコブス（2017年9月離脱）
- アルツール・ベテルビエフ（2017年11月離脱）[20]
- カール・フランプトン
- チャド・ドーソン
- ミゲル・アンヘル・ガルシア
- ショーン・ポーター
- レジス・プログレイス
- フリオ・セサール・チャベス・ジュニア
- ルイス・ネリ（2019年1月契約。サンフェル・プロモーションズと共同プロモート）[21]
- エイドリアン・ブローナー
- テレンス・クロフォード
- デオンテイ・ワイルダー
- オマール・フィゲロア
- ロバート・イースター・ジュニア
- ギレルモ・リゴンドウ